# APバス
APバスは、1998年に発売された、NECのEWS4800、UP4800シリーズに搭載されたRISC型MPU R4000シリーズ、R4400シリーズ向けに開発された32bit高速バスである。
規格はNEC、Sonyにより策定され両社のワークステーション（SonyはNEWSワークステーション）で使用された。
それまでワークステーションのバスとして使用されていたVMEバスに置き換わるものとして開発された。
シェアとしては国内のUNIXマシンの30%近くまで伸ばしたがその後、PCIバスの登場によりPCIバスへと切り替わっていった。

## 規格
- 通常は1スロットで1枚を使用するが、1スロットを2つのハーフスロットに分け、2枚のハーフボードを同時に使用することが出来る。
- ハーフスロットで動作する物としてデファレンシャル型のWide SCSIボード、SCSIボード、グラフィックアクセラレータボードなどがある。
- フルスロットで動作する物としてギガイーサーボードなど主に高速通信系のボードなどがある。